# Szamos EuroCity
A Szamos EuroCity (Romániában Someș InterRegio) egy a MÁV és a CFR Călători által közlekedtetett EuroCity vonat (vonatszám: EC 686/687), amely Nagybánya és Püspökladány (a Tisza EuroCity vonattal összekapcsolva közvetlen kocsikkal Bécs főpályaudvar (Wien Hauptbahnhof)) között közlekedik.
Naponta egy pár közlekedik, a MÁV által kiállított nagysebességű kocsikkal.

## Története

### 2005-2009 között
A vonatot 2005. december 11-én indították. A vonat ekkor Debrecen-Mátészalka-Tiborszállás útvonalon közlekedett Szatmárnémeti felé, Püspökladányig az Ady Endre InterCity vonattal egyesítve járt 2007-ig. 2005/2006-os menetrendben a vonat InterCity vonatként, majd a 2006/2007-es menetrendváltástól nemzetközi gyorsvonatként közlekedett megszűnésig. 2007/2008 menetrendváltástól a vonat már Budapest-Keleti pályaudvarig járt, már Nyírábrány érintésével. 2008/2009-es menetrendben a vonat már csak Debrecenig közlekedett. 2009 és 2019 között a vonat szünetelt.

### 2019-től
2019/2020-as menetrendváltással újraindították. A menetrendváltással a vonat EuroCity vonatként közlekedik. A vonat a Transilvania EuroCity vonattal egyesítve közlekedik. A 2020-as koronavírus-járvány miatt ideiglenesen a vonat csak Debrecen és Nyírábrány között közlekedik személyvonatként. 2021. december 12-étől újra közlekedik, Nagybányáig hosszabbítva. 2023/2024-es menetrendváltástól Transilvania EuroCity helyett a Tisza EuroCity vonattal egyesítve közlekedik.[forrás?]

## Vonatösszeállítás
Debrecentől Érmihályfalváig MÁV M41 sorozatú dízelmozdony, Érmihályfalvától Szatmárnémetiig CFR 60 sorozatú mozdony továbbítja.
A kiállított kocsik között csak ülőkocsik vannak, melyek mindegyike alkalmasak a 200 km/h sebességre, klimatizáltak. Kizárólag másodosztályú, 1-1 magyar Bmz és Bpmz kocsival közlekedik. Egyes napokon az egyik kocsit csak Debrecen és Szatmárnémeti között közlekedtetik, ezek általában alacsonyabb színvonalú másodosztályú kocsik. Püspökladány és Wien Hauptbahnhof között a Tisza EuroCity-vel együtt közlekedik.
| Kocsiszám | Típus                          | Útirány                         |
| --------- | ------------------------------ | ------------------------------- |
|           | CFR 60 dízelmozdony            | Nagybánya – Érmihályfalva       |
|           | START 418 dízelmozdony         | Érmihályfalva – Debrecen        |
| 412       | CFR B11 (másodosztályú fülkés) | Nagybánya – Püspökladány – Bécs |
| 411       | CFR B11 (másodosztályú fülkés) | Nagybánya – Püspökladány – Bécs |
| 410       | START WRRmz (étkezőkocsi)      | Nagybánya – Püspökladány – Bécs |

## Megállóhelyei
| Megállóhelyek                                 |
| --------------------------------------------- |
| 1. Debrecen                                   |
| 2. Debrecen-Szabadságtelep                    |
| 3. Debrecen-Kondoros                          |
| 4. Nagycsere                                  |
| 5. Haláp                                      |
| 6. Vámospércs                                 |
| 7. Szentannapuszta*                           |
| 8. Nyírábrány                                 |
| 9. Valea lui Mihai (Érmihályfalva) ( Románia) |
| 10. Carei (Nagykároly)                        |
| 11. Satu Mare (Szatmárnémeti)                 |
| 12. Odoreu (Szatmárudvari)                    |
| 13. Medieșu Aurit (Aranyosmeggyes)            |
| 14. Apa (Apa)                                 |
| 15. Seini (Szinérváralja)                     |
| 16. Cicârlău (Nagysikárló)                    |
| 17. Baia Mare (Nagybánya)                     |

A *-gal jelzett állomásokon csak Románia felé áll meg.